# Валі Ауранґабаді
Валі Ауранґабаді (1667 —1707) — індійський поет часів імперії Великих Моголів, що творив на мові урду.

## Життєпис
Походив з м. Ауранґабад (звідси його прізвисько). При народженні його звали Валі Мухаммад. Замолоду виявив хист до поезії та навчання. Багато подорожував Деканом, Малавою, у 1687 році перебрався до Гуджарату. У 1700 році відвідав делі, де представив перед поціновувачами поезії своїми вірші на урду. Цей візит Валі сприяв популяризації урду в Делі та на півночі Індії. Помер у 1707 році у Ахмедабаді (Гуджарат).

## Творчість
Творчість Валі нерозривно пов'язане з культурою фарсі, з філософією суфізму і з усім тим, що становило літературно-естетичний комплекс персомовної традиції, проте він зауважував рідність для себе Індії. Багато його віршів відтворюють картини близького йому Декана, а не далекого і невідомого Ірану, як того вимагала персомовна традиція, оспівують подвиги індусів — Рами, Лакшмани і Арджуни, а не героїв перської літератури, мова його газелей проста і ясна, лексика базується на місцевих діалектах, а не на арабо-перській лексиці. Розмовний урду звучав в його віршах так поетично і музично, що підкорив навіть переконаних прихильників перського стилю при делійському дворі.
Валі Ауранґабаді працював у жанрах газелей, касид, рубаї, маснаві, мухамас. В його доробку 473 газелі, яким він віддав перевагу перед іншими жанрами.